# Дмитровский опытный завод алюминиевой консервной ленты
Дмитровский опытный завод алюминиевой консервной ленты (ДОЗАКЛ) — промышленное предприятие в городе Дмитров Московской области, основной сферой деятельности которого является производство лакированной алюминиевой ленты, ламистера и изделий из них.
На ДОЗАКЛе впервые в СССР была получена алюминиевая консервная лента, предназначенная для пищевой промышленности. Также впервые в стране был налажен выпуск ламистера.

## История
Возле посёлка Теплоизоляционных изделий, переданного в Дмитров из Орудьевского сельсовета в 1969 году, начинается возведение нового предприятия. 
Возведение Дмитровского опытного завода алюминиевой консервной ленты (ДОЗАКЛ) было начато в девятой пятилетке. В 1976 году была запущена первая линия анодированной алюминиевой консервной ленты проектной мощностью 115 тысяч тонн в год. Это было первое массовое производство гибкой алюминиевой упаковки в СССР. В стране требовалась альтернатива для тары из жести для нужд пищевой промышленности.
В 1980 заводом было выпущено 32 тонны алюминиевой ленты.
В 1982 году открыто производство пластин для изготовления офсетных печатных форм на основе алюминиевой ленты. В 1989 году налажено производство ламистера (алюминиевая лента с полимерным покрытием) в промышленных масштабах. Далее открывается производство алюминиевых консервных банок для пищевой промышленности.
Завод активно расширяется: по обеим сторонам Промышленной улицы увеличивается количество цехов, растёт инфраструктура, нанимается дополнительный персонал. Рядом строится физкультурно-оздоровительный комплекс (ФОК) для спорта и отдыха рабочих.
Для работников ДОЗАКЛа строятся кирпичные девятиэтажные дома в посёлке ДЗФС.
На территории завода располагается пожарная часть № 123. Действует по настоящее время.

### В составе РУСАЛа
Бизнесмен Олег Дерипаска начинает скупать предприятия, специализирующиеся на выпуске первичного алюминия и продукции из них, которые легли в основу холдинга РУСАЛ. В их числе был и ДОЗАКЛ, приобретённый в 1997 году.
Новое руководство решило специализироваться на основной продукции: алюминиевой ленты с покрытием. Другие производства было принято выделять в отдельные предприятия.
В 1998 году ДОЗАКЛ отказывается от баночного производства для консервов из алюминиевой ленты. Часть бывших специалистов и работников ДОЗАКЛа, используя оставшееся оборудование, организовывает новое предприятие по выпуску алюминиевых банок в соседнем городе Яхрома на территории обанкротившейся Яхромской прядильно-ткацкой фабрики.
В дальнейшем оно разрослось в предприятие ООО «САНТ». На освобождённых площадях формируется отдельное предприятие ООО «РОСТАР» по производству алюминиевых банок под напитки.
В 2003 году цех по производству продукции со флексографической печатью на алюминиевой ленте, полимерной плёнки выделяется в отдельное производство ООО «Дмитровский завод гибкой упаковки» (ДЗГУ).
В 2006 году на базе инфраструктуры по водоснабжению, отоплению ДОЗАКЛа формируется отдельное предприятие ООО «Эн-Рециклинг». Сейчас Рециклинг занимается обслуживанием всех предприятий, расположенных на территории, которую занимал завод в советское время. Также входит в группу компаний РУСАЛ.

### ООО Ростар
В апреле 1998 года в Дмитрове была выпущена первая в РФ алюминиевая банка под напитки 0,33 л. и 0,5 л., а также алюминиевых крышек к ним. Производство разместилось на освобождённых производственных площадях ДОЗАКЛа. Производство было выделено в отдельное предприятие ООО «Ростар» (сокр. от «российская тара») и вошло в группу компаний РУСАЛ. 
В Наро-Фоминске Московской области британская компания Rexam  также строит свой завод по производству алюминиевых банок.
В 1999 году на Ростаре была запущена вторая линия (баночная), которая позволила удвоить объёмы производства. В ноябре 2003 года, а затем в сентябре 2005 года был увеличен выпуск алюминиевых крышек к банкам (запущена полностью вторая линия и производство переехало в новый цех). Мощность оборудования позволили предприятию выпускать 1,3 млрд. алюминиевых банок 0,33 и 0,5 л. и 3 млрд. крышек ежегодно. Деятельность предприятия была нацелена на рынок Москвы (крупные компании по розливу напитков в тару 0,33 л. и для пива в 0,5 л.).
В декабре 2003 года во Всеволожске был запущен баночный завод Ростар-Всеволожск (Ростар-2). Крышечное производство было принято решение оставить и расширить в Дмитрове.
В 2007 году производство в Дмитрове и во Всеволожске Ленинградской области (Ростар-2), было продано компании Rexam, которая стала монополистом на рынке алюминиевых банок под напитки. Также Rexam отошёл стоящийся 3-й завод в Аргаяшском районе Челябинской области, который был запущен в 2009 году.
В 2009 году Rexam закрывает баночное производство в Дмитрове и переводит крышечное производство (своё в России отсутствовало) в Наро-Фоминск.

### Крупный пожар
21 марта 2020 года на территории предприятия произошёл крупный пожар. В результате пострадало производство, без работы остались около 200 человек. Планировалось за 1,5—2 года построить новые производственные мощности на месте старых с увеличением производительности. Пострадало 2 основных производственных пролёта здания. В одном пролёте располагался цех ПОАС ДОЗАКЛ со старыми линии лакирования Nordisk и (английская) 70-х годов, старый прокатный стан и относительно новая линия резки алюминиевой ленты (ламистера). Также пострадала территория бывшего баночного производства Ростара. Большая часть здания (производственная, пострадавшая от огня) была снесена.
ДОЗАКЛ лишился последнего своего производства. Остальные производственные территории сдаются в аренду.
В сентябре 2021 года Арбитражный суд Московской области признал виновным в пожаре 2 сотрудников Natura Siberica (ООО «Первое решение», основное юридическое лицо бренда), арендатора территорий ДОЗАКЛа. И постановил взыскать с Natura Siberica около 2,9 млрд рублей: иски «Ингосстраха» 1,494 млрд рублей и ООО «ДОЗАКЛ» 1,365 млрд рублей.
В 2023 году апелляционный суд не признал вину ООО «Первое решение». В выплате ущерба собственникам ДОЗАКЛа было отказано.
В конце 2023 года планировалось строительство нового цеха на месте сгоревших площадей (снесены). Построенное здание должно занять расширенное производство ООО «РУСАЛ-Саянская фольга». На начало 2025 года строительство не началось и переезд компании не состоялся.

## Инфраструктура
На данный момент на бывшей территории завода действуют: котельная, трансформаторная подстанция и газораспределительная станция с водной скважиной. Распределением энергоресурсов занимается ООО «Эн-Рециклинг»;
Имеется подход железнодорожных путей к предприятиям на улице Дубненская и улице Промышленная с западной стороны (к восточной стороне пути были ликвидированы в 2000-е года). Обслуживанием занимается тепловозы со железнодорожной станции Каналстрой.
На территории ДОЗАКЛа располагается пожарная часть № 123.